# 국립중앙박물관장
국립중앙박물관장(國立中央博物館長)은 국립중앙박물관을 대표하는 직위이다. 차관급 정무직 공무원으로 보한다.

## 임명
- 국립중앙박물관장은 대통령이 임명한다.

## 역할
- (문화체육관광부와 그 소속기관 직제 제30조제2항) 관장은 문화체육관광부장관의 명을 받아 소관사무를 통할하고, 소속 공무원을 지휘·감독한다.

## 역대 관장

### 국립박물관장
| 정부                    | 대수 | 이름           | 임기                              | 비고 |
| ----------------------- | ---- | -------------- | --------------------------------- | ---- |
| 이승만 정부 박정희 정부 | 초대 | 김재원(金載元) | 1949년 12월 12일 ~ 1970년 5월 1일 |      |
| 박정희 정부             | 2대  | 김원용(金元龍) | 1970년 5월 1일 ~ 1971년 9월 1일   |      |
| 박정희 정부             | 3대  | 황수영(黃壽永) | 1971년 9월 1일 ~ 1972년 7월 1일   |      |

### 국립중앙박물관장
| 정부        | 대수           | 이름                              | 임기                             | 비고                             |
| ----------- | -------------- | --------------------------------- | -------------------------------- | -------------------------------- |
| 박정희 정부 | 3대            | 황수영(黃壽永)                    | 1972년 7월 1일 ~ 1974년 6월 1일  |                                  |
| 박정희 정부 | 4대            | 최순우(崔 淳)                     | 1974년 6월 1일 ~ 1984년 12월 1일 |                                  |
| 전두환 정부 | 4대            | 최순우(崔 淳)                     | 1974년 6월 1일 ~ 1984년 12월 1일 |                                  |
| 5대         | 한병삼(韓炳三) | 1985년 1월 1일 ~ 1993년 3월 5일   |                                  |                                  |
| 5대         | 한병삼(韓炳三) | 1985년 1월 1일 ~ 1993년 3월 5일   | 노태우 정부                      |                                  |
| 김영삼 정부 | 6대            | 정양모(鄭良謨)                    | 1993년 3월 6일 ~ 1999년 12월 1일 |                                  |
| 김대중 정부 | 6대            | 정양모(鄭良謨)                    | 1993년 3월 6일 ~ 1999년 12월 1일 |                                  |
| 7대         | 지건길(池建吉) | 2000년 3월 1일 ~ 2003년 3월 19일  |                                  |                                  |
| 노무현 정부 | 8대            | 이건무(李健茂)                    | 2003년 3월 31일 ~ 2006년 8월 1일 |                                  |
| 노무현 정부 | 9대            | 김홍남(金紅男)                    | 2006년 8월 1일 ~ 2008년 3월 9일  |                                  |
| 이명박 정부 | 10대           | 최광식(崔光植)                    | 2008년 3월 10일 ~ 2011년 2월 7일 |                                  |
| 이명박 정부 | 11대           | 김영나(金英那)                    | 2011년 2월 8일 ~ 2016년 3월 8일  |                                  |
| 박근혜 정부 | 11대           | 김영나(金英那)                    | 2011년 2월 8일 ~ 2016년 3월 8일  |                                  |
| 12대        | 이영훈(李永勳) | 2016년 3월 9일 ~ 2017년 7월 16일  | 국립경주박물관장 역임            |                                  |
| 12대        | 이영훈(李永勳) | 2016년 3월 9일 ~ 2017년 7월 16일  | 국립경주박물관장 역임            | 문재인 정부                      |
| 13대        | 배기동(裵基同) | 2017년 7월 17일 ~ 2020년 11월 1일 |                                  |                                  |
| 14대        | 민병찬(閔丙贊) | 2020년 11월 2일 ~ 2022년 7월 14일 | 국립경주박물관장 역임            |                                  |
| 윤석열 정부 | 15대           | 윤성용(尹成龍)                    | 2022년 7월 14일 ~ 2024년 7월 4일 | 국립중앙박물관 학예연구실장 역임 |
| 윤석열 정부 | 16대           | 김재홍(金在弘)                    | 2024년 7월 5일 ~ 2025년 7월 20일 |                                  |
| 이재명 정부 | 17대           | 유홍준(兪弘濬)                    | 2025년 7월 20일 ~                |                                  |

## 같이 보기
- 국립중앙박물관